# 宮城県道・福島県道102号平松梁川線
宮城県道・福島県道102号平松梁川線（みやぎけんどう・ふくしまけんどう102ごう ひらまつやながわせん）は、宮城県伊具郡丸森町から福島県伊達市に至る一般県道である。

## 概要
- 起点：宮城県伊具郡丸森町筆甫字肱曲
- 終点：福島県伊達市梁川町大町2丁目
- 総延長：- km（宮城県区間：- km・福島県区間：10.231 km[1]）
  - 実延長：- km（宮城県区間：- km・福島県区間：総延長に同じ）
- 路線認定年月日：1959年8月31日[2]（福島県）

県道45号の宮城県側末端部となっている筆甫地区と伊達市をつなぐ県道である。県境の松坂峠は急坂急勾配・幅員狭小で冬期は閉鎖される。このため普段の通行には宮城県道・福島県道101号丸森梁川線への迂回が必要である。

## 通過する自治体
- 宮城県
  - 伊具郡丸森町
- 福島県
  - 伊達市

## 接続路線
- 丸森町内
  - 宮城県道・福島県道45号丸森霊山線（筆甫字肱曲 起点）
- 伊達市内
  - 国道349号（梁川町大町2丁目 終点）

## 沿線
- 塩野川
- 白根簡易郵便局
- 阿武隈急行やながわ希望の森公園前駅